# Lúcio Costa
Lúcio Marçal Ferreira Ribeiro Lima Costa (Toulon, 1902. február 27. – Rio de Janeiro 1998. június 13.) franciaországi születésű brazil építész, várostervező.  A  modern brazil építészet egyik kimagasló egyénisége, aki nemcsak előkészítette a modern építészet gondolatainak térhódítását, hanem annak gyakorlati megvalósításában is vezető szerepet töltött be.

## Főbb alkotásai, írásai
- Brazília: Nevelés és eu. minisztérium épülete (1939) – Oscar Niemeyerrel
- Eduardo Guinie park lakóépületei
- Brazíliaváros új főváros tervpályázat (1956)
- New York-i világkiállítás brazil pavilonja (1939)
- Párizsi egyetemi városrész brazil egyetemi hallgatók kollégiuma

## Szakmai-közéleti elismerései
Munkásságát 1984-ben az Építészek Nemzetközi Szövetsége Abercrombie-díjjal ismerte el.